# Villasbuenas
Villasbuenas település Spanyolországban, Salamanca tartományban. Villasbuenas Cerralbo, Saldeana, Barruecopardo, El Milano, Cabeza del Caballo, Valderrodrigo és Encinasola de los Comendadores községekkel határos. Lakosainak száma 164 fő (2024).

## Népesség
A település népessége az elmúlt években az alábbi módon változott:
| Lakosok száma | 311  | 277  | 259  | 242  | 226  | 214  | 198  | 190  | 179  | 164  |
|               | 2001 | 2004 | 2007 | 2009 | 2012 | 2014 | 2017 | 2019 | 2022 | 2024 |